# سیمون اوسیگوس
سیمون اوسیگوس (به انگلیسی: Simone Osygus) (زادهٔ ۳۰ سپتامبر ۱۹۶۸) شناگر اهل آلمان است.